# Agis II
Agis II (zm. 400/398 p.n.e.) – król Sparty z dynastii Eurypontydów od około 427/426 p.n.e. Był najstarszym synem króla Archidamosa i przyrodnim bratem swego następcy – Agesilaosa. Jego współmonarchą z dynastii Agidów był Pleistoanaks, a od 409 p.n.e. Pauzaniasz.
Główny dowódca lądowych wojsk spartańskich w czasie II wojny peloponeskiej, zwłaszcza w okresie po pokoju Nikiasza. Przyczynił się znacznie do zwycięstwa Związku Peloponeskiego, tym samym wysuwając swoją dynastię, która w poprzednich latach znajdowała się w cieniu Agidów, na pierwszy plan.

## Wojna w Argolidzie
W 425 p.n.e. Agis dowodził inwazją na Attykę, jednak dopiero w trakcie trwania pokoju Nikiasza osiągnął poważne sukcesy militarne. W 418 p.n.e. zaatakował terytorium Argos, które zawarło przymierze z Atenami. Armia wystawiona przez Związek Peloponeski liczyła około 20 000 hoplitów (w tym 5000 wystawionych przez Spartę), trochę większą ilość lekkozbrojnej piechoty oraz około 500-osobową konnicę. Po manewrach, które doprowadziły do praktycznego otoczenia przeciwnika dysponującego około 16 000 tysiącami żołnierzy, król zgodził się na zaproponowany przez argiwskiego stratega za pośrednictwem proksenosa Sparty w Argos, czteromiesięczny rozejm. Zamiarem Agisa było odciągnięcie Argos od sojuszu z Atenami. Celu nie osiągnął, gdyż przebywającemu w Argos Alkibiadesowi udało się przekonać sojuszników do wytrwania przy Atenach, a nawet do zaatakowania, jeszcze przed upływem rozejmu, arkadyjskiego Orchomenos. Agisa spotkały w Sparcie zarzuty, że nie wykorzystał swej militarnej przewagi. Również członkowie Symmachii Spartańskiej, oburzeni, że zmarnowana została okazja do pokonania wroga, odwołali swoje wojska.
Agis pozostał co prawda nadal wodzem, ale w nowej wyprawie na Argos dodano mu dziesięciu doradców, bez których nie mógł podjąć żadnej politycznej decyzji. Dodatkowo nad królem wisiała w razie niepowodzenia groźba zrównania jego domu z ziemią i kara w wysokości 100 000 drachm. Tak zmotywowany Agis, pomimo że dysponował teraz o wiele mniejszą armią, zwyciężył Argiwów i ich sprzymierzeńców. Przeciwnicy, chcąc pokonać Agisa, zanim połączy się on z wojskami innych miast Symmachii, zaatakowali niespodziewanie pod Mantineją (418 p.n.e.). Składająca się głównie ze Spartan armia Agisa, pomimo pierwszego zaskoczenia, świetnie poradziła sobie z atakiem 10 000 hoplitów argiwskich wspomaganych przez posiłki ateńskie i wojska z Mantinei, Kleonaj i Orenaj. Nieprzeciętnymi zdolnościami dowódczymi wykazał się Agis, sprawnie przegrupowując swoje oddziały zaskoczone w marszu. Bitwa zakończyła się klęską Argiwczyków. Zginęło ich około 1000. Skutkiem zwycięstwa Spartan było zawarcie przymierza z Argos i osłabienie w ten sposób potencjału Aten.

## Finał II wojny peloponeskiej
Po wznowieniu w 415 p.n.e. wojny pelopolneskiej, Agis, za radą Alkibiadesa, który pojawił się w Sparcie uciekając przed grożącą mu w Atenach karą śmierci, zajął ważną strategicznie, położoną w Attyce Dekeleję. W czasie gdy mężny Spartiata umacniał zdobyte miasto aby uczynić z niego twierdzę blokującą Ateny, przystojny uciekinier-doradca potwierdził w Sparcie ciągnącą się za nim opinię łamacza serc (nie tylko zresztą damskich) i uwiódł królowi żonę. W przyszłości stało się to przyczyną spartańskiego kryzysu dynastycznego.
Zimą 413/412 p.n.e. Agis poprowadził z Dekelei armię lądową Związku Peloponeskiego do decydującej, według zamierzeń Spartan, ale niezbyt udanej ofensywy. Główne działania wojenne przeniosły się teraz na morze. Sukcesy króla spowodowały, że stał się on w swoim państwie królem nie tylko z nazwy, ale zaczął wywierać rzeczywiście poważny wpływ na politykę. Oczywiście doprowadził do podważenia zaufania do Alkibiadesa, który tracąc całkowicie grunt pod nogami w Grecji, przeniósł się do perskiej stolicy, Suzy.
Agis ze swej Dekelei szachował cały czas Ateny, często podchodząc pod same ich mury. Na początku 406 p.n.e. prawie mu się udało przez zaskoczenie zdobyć miasto, Długie Mury otaczające Ateny i Pireus zostały jednak w porę obsadzone przez obrońców. Ateńczycy wyszli nawet z miasta zachęcając do bitwy, ale mimo posiadania znacznej armii ponad 14 000 hoplitów i podobnej ilości lekkozbrojnych, wódz spartański nie przyjął jej ze względu na możliwość współdziałania attyckiej armii z obrońcami na murach, mogącymi razić wojska pociskami. O ostatecznej porażce Aten zadecydowała morska bitwa u ujścia Ajgospotamoj (405 p.n.e.) w cieśninie Hellespont (Dardanele), gdzie licząca 200 okrętów flota Symmachii Spartańskiej, dowodzona przez Lizandra, pokonała niewiele mniejszą armadę Ateńczyków pod dowództwem Konona.
Zwycięstwo to spowodowało podjęcie rokowań dotyczących kapitulacji Aten. Flota Lizandra zablokowała Pireus. Armia lądowa pod dowództwem Agisa i Pauzaniasza podeszła pod same mury, całkowicie odcinając miasto. Siłą rzeczy centrum decyzyjne przesunęło się do otoczenia Lizandra. To z nim pokonani uzgodnili ostateczne warunki poddania wiosną 404 p.n.e. Lizander miał również główny udział w urządzaniu greckiego świata po wojnie. Przywracał do porządku niepokorne państewka na Morzu Egejskim, nadzorował Ateny. Królowie Agis i Pauzaniasz próbowali podważyć pozycję wodza. Udało się im pozyskać trzech spośród pięciu eforów i wykorzystując błędy Lizandra w Atenach, w których doszło do wojny domowej, powołali pod broń wojska lądowe Symmachii oraz dokonali interwencji w Attyce. Pauzaniasz przywrócił względną równowagę między stronnictwami walczącymi ze sobą w Atenach i odsunął od wpływu na miasto Lizandra (403 p.n.e.). Aktywność Agisa w tym czasie osłabła. Ostatni raz na kartach historii pojawia się on w czasie wojny Sparty przeciwko Elidzie.

## Podbój Elidy
W Sparcie zaczęły dominować po II wojnie peloponeskiej, podobnie jak wcześniej w Atenach, tendencje imperialistyczne. Związek Peloponeski stał się fasadą mającą zapewnić Spartanom dominację. Niepokorne lub rosnące w siłę państwa greckie starano się podporządkować i osłabić. Tak właśnie stało się z Elidą, która uzależniła od siebie kilka mniejszych miast w krainie o takiej samej nazwie jak miasto, a ich mieszkańców zamieniła na wzór spartański w periojków. Spartanie zażądali uwolnienia uzależnionych państewek oraz dołożenia się do pokrycia kosztów wojny peloponeskiej. Po odmowie, z interwencją zbrojną został w 402 p.n.e. lub 400 p.n.e. wysłany Agis II. Początkowo wojna przybrała niekorzystny dla Spartan przebieg. Krainę nawiedziło trzęsienie ziemi. Elida, ze względu na położoną w niej Olimpię, była uznawana za kraj święty, dlatego trzęsienie uznano za złą wróżbę i Agis wycofał swe wojska. Powrócił w następnym roku, gdyż Elejczykom udało się uzyskać poparcie innych nieprzychylnych Sparcie państewek. Sprawa stała się prestiżowa i Sparta wymusiła przystąpienie do wojny całej Symmachii (sprzeciwił się tylko Korynt i Teby) oraz Aten. Dowodzone przez Agisa wojska spustoszyły kraj i zmusiły Elejczyków do uległości. W wojnie tej grały rolę również czynniki ambicjonalne. Spartanie chcieli zmazać upokorzenie, jakiego doznali w 420 p.n.e. ze strony Elejczyków, którzy nadzorowali Igrzyska Olimpijskie i wykluczyli z nich Spartan za zakłócenie pokoju, a właściciela wystawionego potajemnie zwycięskiego rydwanu, Lichiasza, wychłostali.

## Śmierć króla
Po zwycięskiej kampanii Agis udał się do Delf, aby złożyć ofiary dziękczynne za zwycięstwo. W drodze powrotnej rozchorował się. Zmarł w roku 400 lub 398 p.n.e. Sparta wyprawiła mu pogrzeb godny zasłużonego bohatera. Jego następcą, mimo poparcia współkróla Pauzaniasza, nie został syn, Leotychidas, któremu chcąc osłabić stronnictwo królewskie, Lizander zarzucił nieślubne pochodzenie (sprawa Alkibiadesa), lecz ułomny brat Agisa, Agesilaos, który jak się wydawało Lizandrowi, będzie mu bardziej powolny.